# هانس بوركهارد
هانس بوركهارد (بالألمانية: Hans Burkhard)‏ هو دراج ليختنشتاني، ولد في 24 ديسمبر 1973 في خور في سويسرا.

## وصلات خارجية
- هانس بوركهارد على موقع الاتحاد الدولي للتزلج (التزلج على المنحدرات الثلجية) (الإنجليزية)
- هانس بوركهارد على موقع أوليمبيديا (الإنجليزية)